# Invercargill
Invercargill (en maori de Nouvelle-Zélande : Waihōpai) est une ville située à l'extrémité méridionale de l'île du Sud en Nouvelle-Zélande. Elle compte 50 328 habitants. Il s'agit de l'une des villes les plus australes du monde.
Invercargill est aussi le principal centre commercial de la  région du Southland. La ville est entourée de riches fermes et bordée de zones de conservation de la faune et de la flore, notamment, au nord, du parc national de Fiordland.

## Étymologie
Le nom d’Invercargill, proposé par le gouverneur Thomas Gore Browne le 17 janvier 1856, commémore le capitaine William Cargill, superintendant de la province de Southland à cette époque. Le premier élément Inver-, d'origine écossaise (gaélique inbhear « confluent »), fait allusion à la rencontre des rivières Oreti et Makarewa à cet endroit. L'origine majoritairement écossaise du peuplement initial est également rappelée par les noms de plusieurs rues de la ville, spécialement dans le quartier commerçant et dans le centre, qui célèbrent certaines rivières du Royaume-Uni, et particulièrement d'Écosse.

## Industrie
L'agriculture reste l'activité principale de la ville. Depuis que la réfrigération est devenue disponible dans l'île (dans les années 1880), l'industrie de congélation et de préparation de la viande a façonné le tissu industriel de la région. La viande de mouton constitue la matière première de cette industrie la plus abondante, mais des élevages de bovins et de cervidés se sont aussi implantés.
La diversification de l'industrie de la région est assurée par l'horticulture, la pêche, la sylviculture et le tourisme.

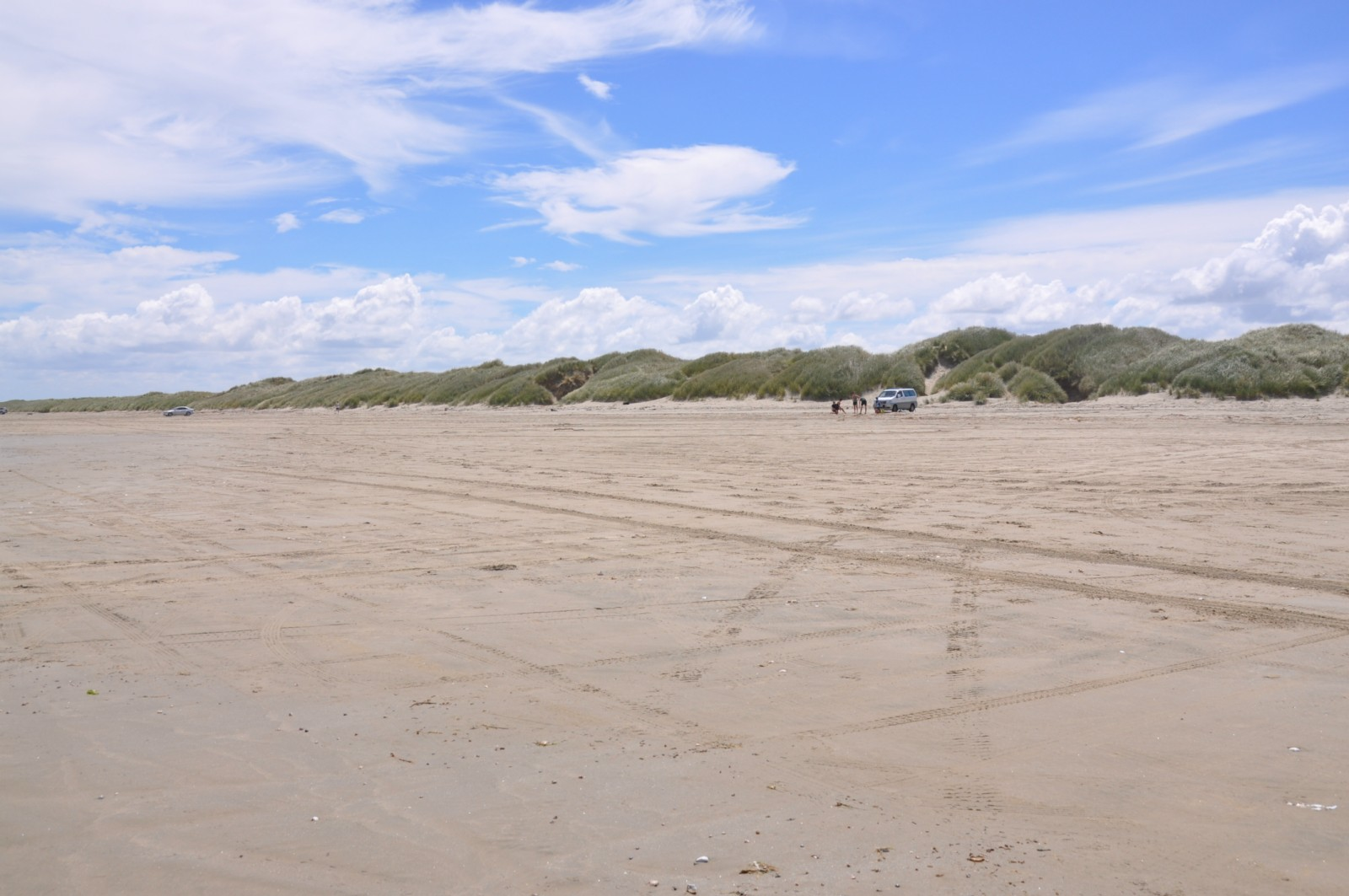
Oreti Beach.

La seule fonderie d'aluminium de Nouvelle-Zélande, qui contribue largement au dynamisme de l'économie locale, se trouve à Tiwai Point près de Bluff. Elle est alimentée en électricité par la centrale électrique souterraine du lac Manapouri.

## Climat
Invercargill possède un climat océanique (Köppen: Cfb) tel que celui qu'on trouve dans les Îles Britanniques. La ville expérience des étés doux et des hivers assez frais. Les temps maximales montent jusqu'à 18,9 ºC en janvier et 9,6 ºC en juillet; tandis que les temps minimales descendent jusqu'à 9,5 ºC en janvier et 1,1 ºC en juillet. Les précipitations annuelles sont modérément abondantes: environ 1 097,3 mm, mais la pluie est vraiment fréquente: parce qu'il y a en moyenne 160,6 jours pluvieux par année. Évidemment, La ville ne se profite que de 1764,6 heures d'ensoleillement par année.
Invercargill est la « cité de l'Eau et de la Lumière ». La lumière est celle des longs couchers de soleil de l'été et des aurores australes. L'eau est une allusion humoristique aux trombes d'eau horizontales qu'on peut voir dans les rues de la ville lorsque les vents forts s'y engouffrent.
| Mois                                            | jan.  | fév.  | mars  | avril | mai   | juin | jui.  | août  | sep.  | oct.  | nov.  | déc.  | année   |
| ----------------------------------------------- | ----- | ----- | ----- | ----- | ----- | ---- | ----- | ----- | ----- | ----- | ----- | ----- | ------- |
| Température minimale moyenne (°C)               | 9,5   | 9,4   | 7,8   | 6     | 4,1   | 2    | 1,1   | 2,2   | 3,9   | 5,5   | 6,9   | 8,6   | 5,6     |
| Température maximale moyenne (°C)               | 18,9  | 18,7  | 17,5  | 15    | 12,5  | 10   | 9,6   | 11,1  | 13    | 14,4  | 15,8  | 17,9  | 14,5    |
| Record de froid (°C)                            | −0,9  | −2,4  | −2,4  | −4,9  | −6,9  | −7,4 | −9,1  | −8    | −4,5  | −3,2  | −2    | −1,1  | −9,1    |
| Record de chaleur (°C)                          | 33,8  | 32,1  | 30,4  | 26,1  | 23,8  | 19,4 | 20,6  | 21,8  | 23,3  | 25,9  | 28,3  | 31,1  | 33,8    |
| Ensoleillement (h)                              | 200,1 | 175,7 | 152,2 | 123,4 | 94,6  | 82,9 | 101,3 | 125,5 | 145,7 | 175,4 | 186,2 | 201,6 | 1 764,6 |
| Précipitations (mm)                             | 88,7  | 74,2  | 91,8  | 89,5  | 108,4 | 95,1 | 88    | 70,4  | 90,4  | 106,2 | 101,7 | 92,9  | 1 097,3 |
| dont nombre de jours avec précipitations ≥ 1 mm | 12,6  | 10,6  | 11,9  | 12,1  | 14,7  | 15,4 | 14,4  | 12,3  | 13,5  | 15,4  | 14,4  | 13,3  | 160,6   |
| Humidité relative (%)                           | 81,6  | 85,4  | 86,7  | 86,2  | 88,1  | 88,4 | 88,6  | 88,1  | 82,5  | 81,8  | 79,4  | 78,9  | 84,6    |

## Sports
Le sport occupe une grande place dans les activités des habitants.

### Le vélodrome
Invercargill possède le seul vélodrome couvert de taille internationale de Nouvelle-Zélande. Il sert de base d'entraînements aux cyclistes sur piste qui participent aux compétitions internationales.

### Le Rugby Park et le Splash Palace
Les terrains du Rugby Park et la piscine du Splash Palace attirent des équipes de sport et des athlètes de tout le pays. Le stade de rugby (18 000 places), construit au début des années 1900 et temple de ce sport dans le Southland accueille plusieurs matches des Coupes du Monde de Rugby ayant lieu dans le pays en 1987 et en 2011. Il a été rénové en 1991.

### Le Southland Stadium
Le complexe sportif du Stadium Southland est accolé au vélodrome. Il permet de pratiquer du basket-ball, du netball, de l'escalade, du football, du squash, du tennis et du volley-ball.

## Personnalités liées à la ville
- Marton Csokas, acteur, y est né.
- Herbert James "Burt" Munro (1899-1978) pilote de moto légendaire, y a résidé et y est mort
- Dorothy Page (1934), historienne, y est née.
- Anton Oliver (1975), All Black, y est né.
- Garfield Todd (1908-2002) missionnaire protestant, puis Premier ministre de Rhodésie du Sud puis opposant à Ian Smith et à sa politique raciste, y est né
- Jeremy Waldron (1953) professeur néo-zélandais spécialiste de théorie du droit et de philosophie politique, y est né
- Jeff Wilson (1973) All Black et joueur de cricket, y est né
- Corbin Strong (2000), cycliste, natif de cette ville
- Damian McKenzie (1995), joueur des All Blacks et des Waikato Chiefs y est né.

## Patrimoine

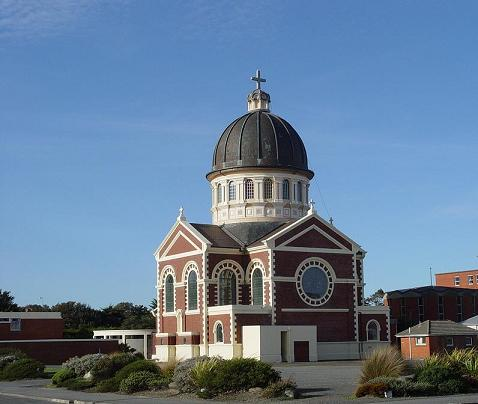
Basilique Sainte-Marie.

- Basilique Sainte-Marie, construite dans un style palladien par Francis Petre en 1905.

## Jumelages
La ville d'Invercargill est jumelée avec les municipalités suivantes :
- Kumagaya (Japon) depuis le 20 avril 1993.